# Somatochlora alpestris
Somatochlora alpestris là loài chuồn chuồn trong họ Corduliidae. Loài này được Selys mô tả khoa học đầu tiên năm 1840.

## Hình ảnh

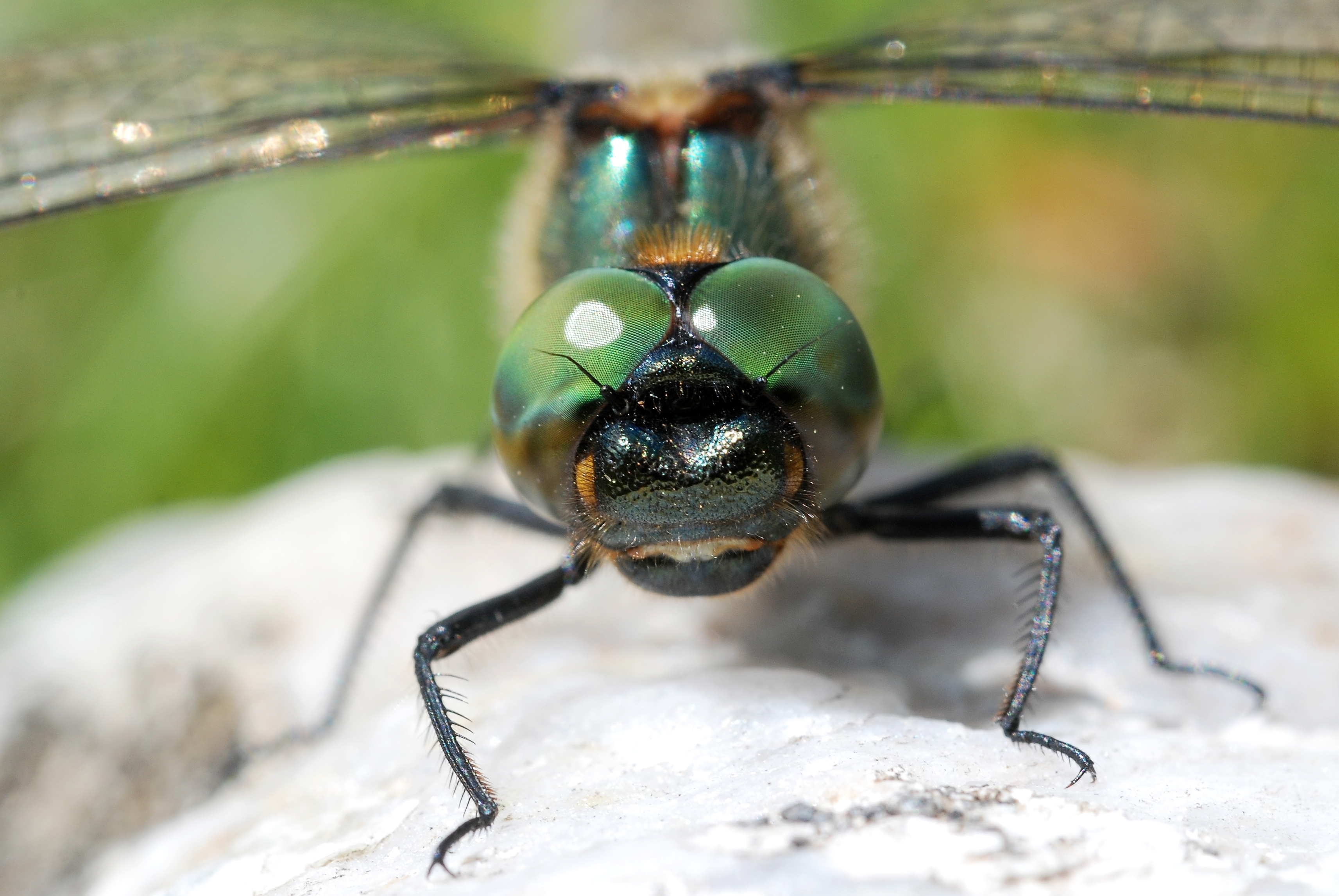